# 中国人民解放军陆军第六十七集团军炮兵旅
陆军第六十七集团军炮兵旅（英語：Artillery Brigade, 67th Army），是曾经中国人民解放军陆军第六十七集团军下属的炮兵旅，1998年跟随集团军一同被裁撤。

## 历史概述
该旅前身是警备第四旅，警备第四旅1949年4月由胶东军区在即墨组建，又称青岛警备旅，旅部由胶东军区抽调干部组成，下辖警备第10、11、12团和炮兵团，分别由南海军分区第1团、即东独立团、即西独立团改称和由军区炮兵营扩编。警备4旅参加过解放青岛的战役。1950年10月以警备第四旅为底子重建第一〇〇师
1952年4月，第100师师部上调华东军区炮兵司令部，同年8月1日以师直、炮兵团及步兵第97、第98、第99、第101师所属各炮兵团合编为华东军区炮兵第12师。1985年3月至1986年6月随济南军区第六十七军赴滇轮战。回鲁后大部整编为陆军第67集团军炮兵旅，1998年跟随集团军一同被裁撤。

## 沿革[1]

### 炮兵时期
- 炮兵第十二师——（1952年4月-1986年6月）
- 陆军第六十七集团军炮兵旅——（1986年6月-1998年10月）